# ثيودوسيوس البيثيني
ثيودوسيوس البيثيني (160 ق.م تقريبًا - 100 ق.م تقريبًا) هو فلكي ورياضياتي إغريقي كتب كتابًا بعنوان Sphaerics (الأكر) حول هندسة الكرة. ولد في طرابلس في بيثينيا, وقد ذكر فيتروفيو أن ثيودوسيوس اخترع مزولة ملائمة لأي مكان في الأرض. تناول ثيودوسيوس في كتابه رياضيات علم الفلك الكروي, وقد يكون قد اعتمد في ذلك على أعمال إيودوكسوس من كنيدوس. وقد ترجم فرانشيسكو موروليكو أعماله في القرن السادس عشر. وإضافة إلى كتاب Sphaerics (الأكر)، بقي عملان آخران لثيودوسيوس : أحدهما في حول طبيعة السماء في عدة مناخات، والآخر حول حركة الشمس.